# 수마트라호저
수마트라호저(Hystrix sumatrae)는 호저과에 속하며 설치류의 일종이다. 인도네시아 수마트라섬의 토착종이다.